# 질염
질염(膣炎, vaginitis, vaginal infection, vulvovaginitis)은 질이나 음문의 염증이다. 질 대하, 간지러움, 통증을 일으킬 수 있으며 종종 음문의 자극, 감염과 연관된다. 영향을 받더라도 증상이 없을 수 있다.
감염으로 인해 발생하는 것이 일반적이다. 질염의 3가지 주 종류는 세균성 질염(BV), 곰팡이 질염, 트리코모나스감염증이다. 외음질 부위에 불편함이 있다면 의료 서비스 제공자에게 감염 존재 여부에 대한 평가를 요청할 수 있다.

## 증상
여성은 질 주위로 가려움이나 타오르는 느낌이 있을 수 있으며 질 전하를 발견할 수 있다.
질 전하의 양은 과도할 수 있으며 색이 이상할 수 있다.(노란색, 회색, 녹색)